# Bonatitan
Bonatitan ist eine Gattung kleiner sauropoder Dinosaurier aus der Gruppe der Titanosauria, die während der späten Oberkreide im heutigen Südamerika lebte.
Bisher sind zwei fragmentarische Skelette einschließlich Schädelknochen bekannt, die zusammen aus einer Fundstelle der Allen-Formation in Argentinien geborgen wurden. Einzige bekannte Art ist Bonatitan reigi. Bonatitan war ein abgeleiteter (moderner) Titanosauria, der innerhalb der Saltasaurinae klassifiziert wird.

## Merkmale
Die Saltasaurinen gehören mit Längen zwischen schätzungsweise 12 und 15 Metern zu den kleinsten bekannten Sauropoden. Bonatitan war sogar im Vergleich mit anderen Saltasaurinen relativ klein. So ist der Oberschenkelknochen des größeren der beiden Exemplare nur 58,5 Zentimeter lang. Die Knochen der Gliedmaßen waren schlank, verglichen mit anderen Saltasaurinen wie Saltasaurus und Neuquensaurus. Bonatitan kann durch verschiedene einzigartige Merkmale an den Schädelknochen und Wirbeln von anderen Gattungen abgegrenzt werden. Beispielsweise verläuft eine Grube zwischen dem paarigen Scheitelbein (Parietale) bis über das Supraoccipitale zum Foramen magnum. Die Wirbelbögen der vorderen Schwanzwirbel zeigen zudem zwischen den Zygapophysen tiefe Senken (Fossa) mit zahlreichen Einkerbungen.

## Systematik
Die Erstbeschreiber ordnen Bonatitan der Saltasaurinae zu, einer Gruppe kleiner, moderner, südamerikanischer Titanosaurier. Die Saltasaurinae bildet zusammen mit der Opisthocoelicaudiinae (Opisthocoelicaudia und Alamosaurus) die Gruppe Saltasauridae. Gemeinsame Merkmale (Synapomorphien) von Bonatitan mit anderen Saltasaurinen schließen einen Kamm an den Postzygapophysen der mittleren Schwanzwirbel sowie die unteren, nach vorne exponierten Gelenkknorren des Oberschenkelknochens (Femur) mit ein.

## Funde und Namensgebung
Beide Skelette wurden zusammen in der Bajo-de-Santa-Rosa-Lokalität in der argentinischen Provinz Río Negro aus ein und derselben Fundstelle freigelegt. Die Gesteine des Fundorts gehören zur Allen-Formation, einer Formation der Malargüe-Gruppe, die auf das Campanium bis Maastrichtium datiert wird (Oberkreide). Die Knochen beider Exemplare wurden unartikuliert und vermischt miteinander vorgefunden, die Zuordnung zu zwei verschiedenen Individuen erfolgte vor allem anhand von Unterschieden in der Größe: So war das Holotyp-Exemplar etwa 20 % größer als das andere Exemplar.
Das Holotyp-Exemplar (Exemplarnummer MACN-PV RN 821) besteht aus einem vollständigen Hirnschädel, Wirbeln (einige mittlere Rücken- sowie Schwanzwirbel), sowie aus Beinknochen (Oberarmknochen (Humerus), ein Mittelhandknochen (Metacarpal), Oberschenkelknochen, Schienbein (Tibia), Wadenbein (Fibula), Fersenbein (Calcaneus), und ein Mittelfußknochen). Das zweite Skelett (Exemplarnummer MACN-PV RN 1061) setzt sich ebenfalls aus einem vollständigen Hirnschädel zusammen, sowie aus einem unvollständigen Halswirbel, Speiche (Radius), Elle (Ulna), Oberschenkelknochen, Schienbein, Fersenbein sowie einem Mittelfußknochen.
Die neue Gattung und Art wurde 2004 von Agustín Martinelli und Analía Forasiepi wissenschaftlich erstbeschrieben. Der Name Bonatitan ehrt den bedeutenden Paläontologen José Fernando Bonaparte, der sich besonders durch die Erforschung der mesozoischen Wirbeltierfauna Südamerikas verdient gemacht hat. Das Artepitheth reigi ehrt Osvaldo Reig für seine Beiträge zur Paläontologie in Südamerika.

## Belege

### Hauptquelle
- Augustín G. Martinelli, Analía M. Forasiepi: Late Cretaceous vertebrates from Bajo de Santa Rosa (Allen Formation), Río Negro province, Argentina, with the description of a new sauropod dinosaur (Titanosauridae). In: Revista del Museo Argentino de Ciencias Naturales. NS Bd. 6, Nr. 2, 2004, ISSN 1514-5158, S. 257–305.